# ملك الحافظ
ملك الحافظ (1359- 1446 هـ / 1940- 2025 م) كاتبة وأديبة سورية، ومعلمة مربية، لها أكثر من عشرة مؤلفات علمية ودعوية وأدبية؛ بين قصص ومقالات وخواطر وشعر. ولادتها ووفاتها في دمشق.

## ولادتها ونشأتها
وُلدت أم أيمن، مَلَك بنت محمَّد فهمي بن مصطفى الحافظ، سنة 1359هـ/ 1940م، بمِنطقة (حمَّام سامي) في حيِّ العَمارة العريق بدمشق. فرَّق الطلاقُ بين والدَيها وهي طفلةٌ صغيرة، وتزوَّج كلٌّ منهما، فضمَّها جدَّاها لأمِّها إلى كنَفِهما، وتولَّيا تربيتَها ورعايتَها، فعاشت معهما في ظروف صعبة وفقر مُدقِع، وذاقت من شَظَف العيش ومَرارة الحِرمان، مع أنها ابنة رجل غني ثري.
ونشأت في غرفة صغيرة متواضعة، في ركن مُظلم من أركان مدرسةٍ كان يعمل جدَّاها فيها عاملَي نظافة، ولكن قسوة الحياة صَقَلت شخصيَّتها، وأنضَجت فكرَها، وأشَبَّت عاطفتها، وفتَّقت موهبتَها، وشَحذَت قلمَها في وقت مبكِّر من عمُرها. فبدأت بنشر القِصَص والمقالات الأدبيَّة في صُحُف دمشقَ ومجلَّاتها في صِباها ولمَّا تتجاوز السادسةَ عشرة، وكانت أوَّل قصَّة تُنشَر لها في سنة 1956م. وخلَّف جدَّاها الصالحان العابدان في نفسها عميقَ الأثر، وهي تعُدُّ جدَّها عبد العزيز الشلبي أوَّلَ معلِّم ومربٍّ لها، وقد تجلَّى ذلك في قلمها الهادف وأدبها الملتزم، وفي خواطرها الكثيرة التي نحَتْ فيها نحو المناجاة الإلهية.
انتسبَت إلى قسم اللغة العربيَّة وآدابها بكليَّة الآداب في جامعة دمشق، وحصلَت على الإجازة الجامعيَّة (بكالوريوس) منها بتفوُّق سنة 1974م.

## عملها ووظائفها
عملت ابتداء في الإذاعة السُّوريَّة سنة 1957م، مع الشاعر الفلسطينيِّ الكبير عبد الكريم الكَرْمي (أبو سَلمى). وخاضت مَيدان التربية والتعليم فدرَّست اللغةَ العربية في ثانويات دمشقَ ودور المعلِّمين والمعاهد المتوسِّطة فيها مدَّة ثلاثة عشر عامًا، وكانت مدرِّسةً متميِّزة في علمها وأسلوبها، ناجحةً في اجتذاب الطالبات إليها، وتحبيب العربيَّة إليهنَّ، وتعزيز القِيَم الإسلاميَّة لديهنَّ، وتشجيعهنَّ على الكتابة والتعبير عن أنفسهنَّ وخواطرهنَّ. ثم اضطُرَّت مُكرهةً إلى استعجال الاستقالة؛ إيثارًا لحقِّ زوجها المريض المُقعَد والقيام على خِدمته.
عملت مدقِّقةً لغويَّة في دار الرشيد بدمشق، ومجلَّة (صدى الإيمان) السُّوريَّة سنوات.

## كتبها وآثارها
1. (المرأة في ظلال الإسلام).
2. (نظراتٌ في السِّيرة النبوية الشريفة) قدَّم له الشيخ أحمد كفتارو، دار الرشيد دمشق ومؤسسة الإيمان بيروت.[2]
3. (الإعجاز في القرآن الكريم).
4. (قلبٌ من ذهَب) مجموعة قصصيَّة، دار الثقافة للجميع دمشق، 1422هـ/ 2001م. ط2 دار الثقافة للجميع دمشق، دار الهدى الرياض، 1436هـ/ 2015م.[6]
5. (وَمَضات) خواطرُ وقصصٌ قصيرة جدًّا، دار غار حِراء دمشق، 1424هـ/ 2004م.
6. (شمسٌ لا تَغيب) مقالات وِجدانية واقعية، دار الخير دمشق، 1423هـ/ 2002م. قصدَت بالشمس التي لا تغيبُ أستاذَها وأستاذَ الأجيال الأديبَ المحقِّق شكري فيصل.[7]
7. (رأيتُ الله) مكتبة دار الأمين دمشق ط2، 1416هـ/ 1996م. اطَّلع الدكتور محمد سعيد رمضان البوطي عليه، فقال: هذا هو الأدب الإسلاميُّ الراقي الذي نبحث عنه، ونتشوَّف إليه.
8. (رسائلُ حبٍّ) مناجاة الله، إلهيَّات، دار غار حِراء دمشق، 2002م.[8]
9. (لكَ قلبي) شعر، دار غار حِراء دمشق، 1424هـ/ 2004م.[9]
10. (الذكاء يتكلَّم) مجموعة كتُب للأطفال، منها: حكمة الأرنب، اتقوا دعوة المظلوم، السَّمَكات الثلاث، مَشُورة الحكيم، بالاشتراك مع الأستاذ محيي الدِّين سَليمة، دار الهدى الرياض.[10]
11. ولها كتبٌ كثيرةٌ مخطوطة، جُلُّها في الإلهيَّات والمُناجاة.

### مقالاتها
نشرَت مقالاتٍ وقصصًا وخواطرَ في صحيفة (العَلَم) التي أخرجها عزَّت حُصْريَّة، وفي صحيفة (الأيام) التي رأس تحريرَها عارف النَّكَدي، وفي مجلَّة (الدنيا) لصاحبها عبد الغني العِطري، وفي مجلَّة (الثقافة) الأسبوعيَّة، وصحيفة (الأسبوع الرياضي)، ومجلَّة (صَدى الإيمان).

## أدبها
يتميَّز أدبُها بتوهُّج العاطفة وصدقها، ونُبل المقاصِد والغايات. وبالرقة والشفافية العالية، وبروح تربوية وتوجيهية للناشئة، والصدق والواقعية.

### من أقوالها
- كان جدِّي لأمِّي عبد العزيز الشلبي رحمه الله أميًّا، لكنه فتح عينيَّ على نور القرآن وأنا طفلةٌ ما زلت أتهجَّى الأحرُف، ونقل إليَّ بقراءته روحَ القرآن، كان يبكي حين يقرأ قوله تعالى: {والتفَّتِ السَّاقُ بالسَّاق، إلى رَبِّكَ يومَئذٍ المَساق}، فأشرَبُ منه تلك الصورةَ الطاهرة التي نقَّت وِجداني من عَلائق الأرض، ووَصَلَتها بعَلائق السماء. وكان زاهدًا في الدنيا يردِّد قولَ الله تعالى: {وما الحياةُ الدُّنيا إلا مَتاعُ الغُرور}، فخرَجتُ إلى الحياة لا يُعْشي بصَري بَريقُ الدنيا ولا بَهارجُها، وبقيَتِ الدنيا في يدي وليست في قلبي. وكان يردِّد نشيدًا يقول فيه: (واتَّخِذ بيتًا خَفيفًا مثلَ بيتِ العَنكبُوت). هذه المقولةُ جعلت السماءَ في عينيَّ أوسعَ من الأرض، وجعلت مَن في السماء هو شُغلي الشاغل ومَثوَى روحي الهائمة فيما وراء الكون".[3]
- اعتاد قلمي أن يرصُدَ صور الجمال فيجسِّدها، ويحوِّلها إلى لوحات ناطقة تشهد بجمال الوجود، وجلال المعبود. وتُثبت للمتشائمين أن الدنيا مهما أقفرت فما زال فيها ظلٌّ يأوي إليه المعذَّبون، وأن القلوب مهما جفَّت فما زال نبضٌ من الحب يتألق بين جوانحها من حين لآخر. ولعلَّ أصدق مثَلٍ أقدِّمه بين يدَي صوري هذه: صورة الأم، ذاك الرمز الذي منحه الله للبشرية لتخفِّف عنها عِبْءَ الحياة، وتمسحَ عن جُفونها دموع الألم، وتقول لها: صبرًا فإن الدنيا ما زالت بخير.[11]
- في إهاب كل إنسان مهما صغُر شأنه نقطةٌ مضيئة، هي بحاجة إلى عين خبيرة لتبحث عنها وتدقِّق النظر فيها، وتدرك بها عظمة الخالق جلَّ وعلا، الذي أضفى على مخلوقاته أسرارًا لا يعرفها إلا من نظر بنور الله.[12]
- كثيرًا ما يُوضَع الإنسان في ظروف تُرغمه على الكذب ليُرضيَ غيره، ولكنه لن يرضى أبدًا عن نفسه. إن شيئًا ما يتأكَّلُه من الداخل، فيفقد احترامه لنفسه، وماذا يبقى للإنسان إذا فقدَ ذاته؟ لقد تعرَّضتُ ذات يوم لموقف من هذا القَبيل، لكني خرجت منه منتصرة، وكان شعاري: لن أكذب.[13]
- كلما جاء أيلول (شهر افتتاح المدارس) فُتح أمامي بابٌ كبير، فأعبُره إلى عالم مجهول لكنه جميل، وأعيش فيه مع نبَتات غضَّة أرعاها وأسقيها، ثم أتركها لغيري ليفعل ما فعلت. إنه لعملٌ لا يُحسنه إلا الأنبياء وورثة الأنبياء، إنه المعلم.[14]
- إن الرابطة بين المعلِّم والمتعلِّم لا يعرف قدرها إلا من ذاقَ حلاوتها وعايش فصولها، ومارس طقوسها. إنها لعَلاقة أغلى بكثير من عَلاقة النسب، وأسمى بكثير من رابطة القرابة. لو توَّجوني ملكة، أو نصَّبوني أميرة، فلن أرضى إلا أن أكون معلِّمة.[15]

## صفاتها
- قال الأستاذ بكري النحاس مدير دار الثقافة للجميع: «التقيتُ السيدة ملك الحافظ فوجدتُّ فيها الأديبةَ والمربية وحاملةَ الرسالة. وجدتُّ فيها الإنسانةَ العِصامية التي صبرت في دروب الحياة ومجالاتها، وكانت مثلًا يُحتذى لطالباتها وصديقاتها، وبالرغم من كل الظروف آثرَتْ ألا تأويَ إلى الظل. وإن تقديري لها أمًّا ومعلِّمة ومربية دفعتني أن أعزِّز موقفها لتبقى بعيدة عن الظل، وتنشُر الضياء لتُنيرَ الدرب أمام الجيل الصاعد».[16]

## جوائزها
حصلت على خمس جوائز في الأدب والبحث، منها:
- حصلت على الجائزة الأولى في القصَّة القصيرة، من مجلَّة (الثقافة) الأسبوعيَّة، عن قصَّتها: (بائعة الصبَّار)، سنة 1980.
- حصلت على الجائزة الأولى في مسابقة المقالة الأدبية بنقابة المعلِّمين بدمشق، عن مقالتها: (الهديَّة)، سنة 1993.

## وفاتها
توفيت ملك الحافظ في دمشق يوم الثلاثاء 14 رجب 1446هـ الموافق 14 يناير (كانون الثاني) 2025م، وشُيِّع جثمانها من مشفى المنار بحيِّ ركن الدين، وصُلي عليها في جامع أبي النور في ساحة شَمْدِين بركن الدين، ودُفنت في مقبرة نبي الله ذي الكفل 2.

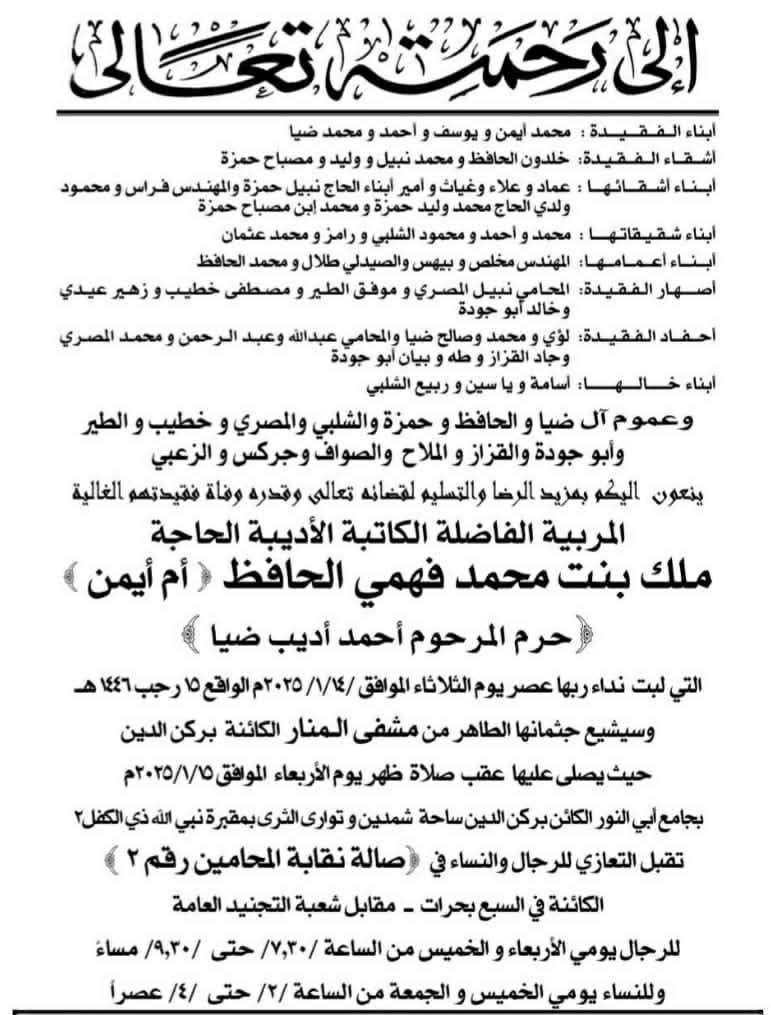
ورقة نعي ملك الحافظ